# Siamanna
Siamanna es una localidad italiana de la provincia de Oristán, región de Cerdeña,  con 855 habitantes.

## Evolución demográfica
| Gráfica de evolución demográfica de Siamanna entre 1861 y 2001 |
|                                                                |
| Fuente ISTAT - elaboración gráfica de Wikipedia                |